# Kløfta

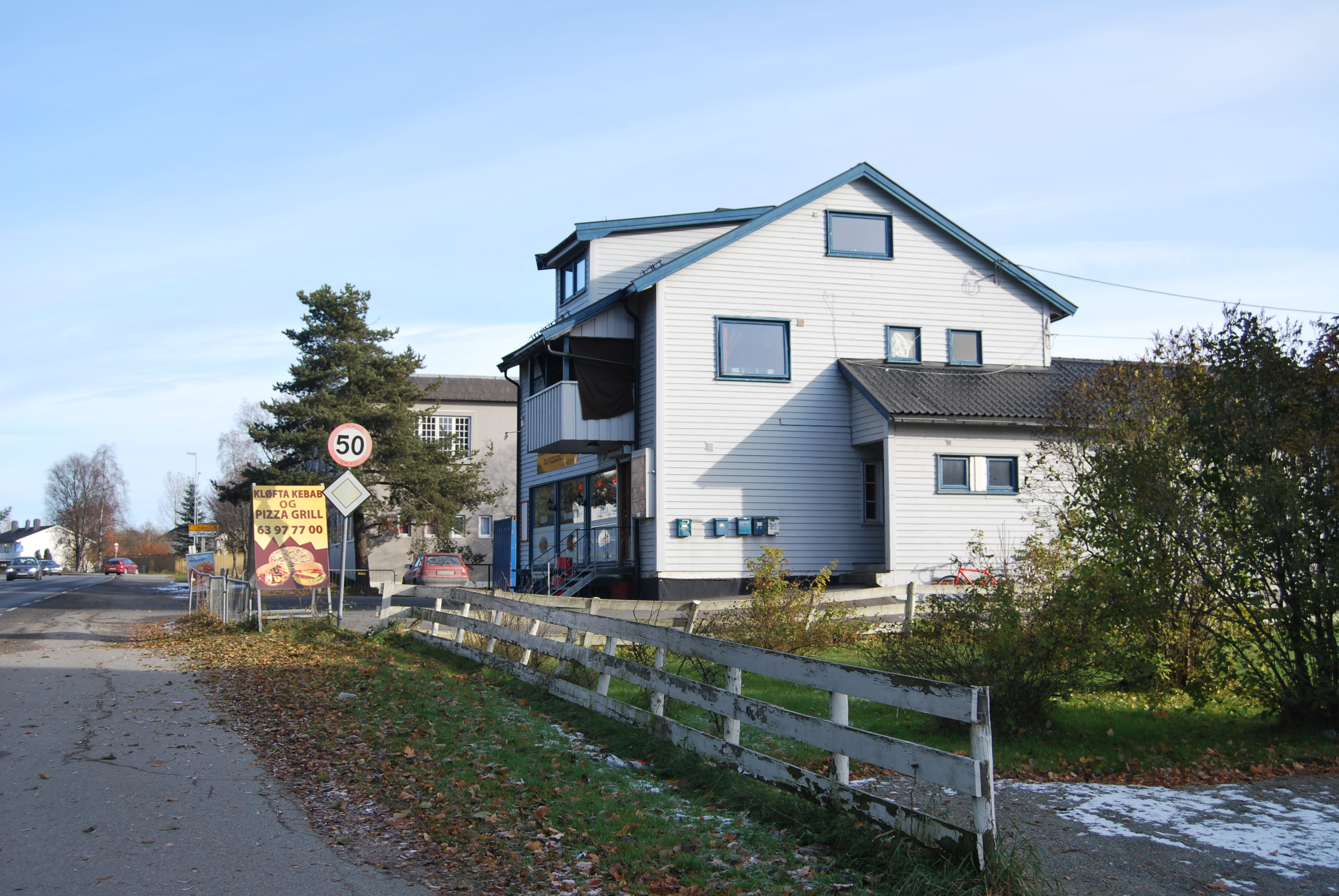
Kløfta

Kløfta – wieś położona w gminie Ullensaker, okręg Viken w Norwegii. Jej populacja w 2020 roku wynosiła 7989 osób.